# کوفی شولز
کوفی شولز (انگلیسی: Kofi Schulz؛ زادهٔ ۲۱ ژوئیهٔ ۱۹۸۹) بازیکن فوتبال اهل آلمان است که در پست دفاع چپ بازی می‌کند.
از باشگاه‌هایی که در آن بازی کرده است می‌توان به باشگاه فوتبال اوردینگن ۰۵ و باشگاه فوتبال سنت گالن اشاره کرد.